# Marcellus als Hermes Logios

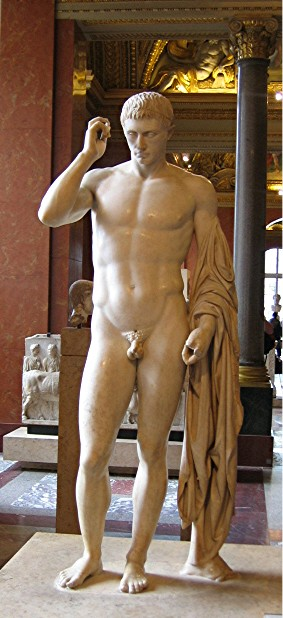
Marcellus als Hermes Logios (ca. 20 v.Chr., Louvre) (inventarisnummer MR 315 (Ma 1207)).

De Marcellus als Hermes Logios is een beeld van Marcus Claudius Marcellus, Augustus' neef en beoogde opvolger.
Het beeld stelt hem als redenaar in de pose van de Hermes Logios, de god van de welsprekendheid - met opgeheven rechterhand en een schildpad aan zijn zijde - voor. Op deze wijze werden voor het eerst de gevallen helden van de slag bij Coronea (447 v.Chr) voorgesteld. Het marmeren beeld heeft een hoogte van 1,80 m en was waarschijnlijk rond 20 v.Chr. voor Augustus op bestelling gemaakt (mogelijk als herdenkingsteken aan Marcellus die in 23 v.Chr. was overleden). De schildpad draagt de naam van de kunstenaar:

|  | ΚΛΕΟΜΕΝΗΣ ΚΛΕΟΜΕΝΟΥΣ ΑΘΗΝΑΙΟΣΕ ΠΟΙΗΣΕΝ Kleomenes, (zoon van) Kleomenes uit Athene maakte (mij) |

Daar men het standbeeld eerst aanzag voor een portret van Germanicus, werd de kunstenaar ook wel "Cleomenes Germanicus" genoemd.
Het werd in 1664 door Lodewijk XIV van Frankrijk gekocht uit de pauselijke verzamelingen en geplaatst in de spiegelzaal ("Galerie des Glaces") van het Paleis van Versailles. Napoleon bracht het van daar over naar het Louvre in 1802, waar het zich nu nog steeds bevindt.

## Referentie
- L. Urlichs, art. Cleomenes, in W. Smith (ed.), A dictionary of Greek and Roman biography and mythology, I, Londen, 1870, pp. 796-797